# Texas Guinan
Texas Guinan, pseudonimo di Mary Louise Cecilia Guinan (Waco, 12 gennaio 1884 – Vancouver, 5 novembre 1933), è stata un'attrice statunitense.

## Filmografia parziale
- The Fuel of Life, regia di Walter Edwards (1917)
- The Stainless Barrier, regia di Thomas N. Heffron (1917)
- The Gun Woman, regia di Frank Borzage (1918)
- Cardenia rossa (The Hell Cat), regia di Reginald Barker (1918)
- My Lady Robin Hood, regia di Jay Hunt (1919)
- Night Life of New York, regia di Allan Dwan (1925)
- Queen of the Night Clubs, regia di Bryan Foy (1929)
- Glorifying the American Girl, regia di Millard Webb (1929)
- Broadway Through a Keyhole, regia di Lowell Sherman (1933)